# Квинт Антистий Адвент Постумий Аквилин
Квинт Антистий Адвент Постумий Аквилин (лат. Quintus Antistius Adventus Postumius Aquilinus) — римский государственный деятель середины II века, консул-суффект 167 года. Сделал продолжительную и блестящую карьеру в правление ряда императоров династии Антонинов, занимал множество гражданских и военных должностей.

## Происхождение
О происхождении Аквилина нет точных сведений. Он родился в 20-х годах II века. Родиной Аквилина был нумидийский город Тибилис. Историк Энтони Бирли полагает, что свой когномен «Адвент» он получил в память о посещении (на латинском языке — adventus) императором Адрианом Тибилиса в 128 году. Также он выдвигает версию, что месяцем рождения Постумия был июль.
Аквилин относился к классу так называемых «новых людей» (лат. homines novi). Его отца звали Квинт. Предположительно, его предком был префект Луций Антистий Азиатик. Считается, что Антистии были богатой землевладельческой семьей.

## Карьера
Надпись, обнаруженная в Тибилисе и посвященная Аквилину, позволяет детально реконструировать его карьеру с самого начала. Сначала он прошёл вигинтивират и входил в состав коллегии триумвиров, ответственного за поддержание дорог в надлежащем состоянии. Затем Аквилин служил военным трибуном I легиона Минервы, дислоцировавшегося в провинции Нижняя Германия. После этого Аквилин последовательно занимал должности квестора, народного трибуна, претора, а в промежуток между ними был начальником эскадрона римских всадников и незадолго или вскоре после смерти Антонина Пия легатом при проконсуле Африки. Если принять за дату рождения Аквилина 128 год, то тогда можно предположить, что он был претором около 157 года, а легатом в 155—156 годах.
После претуры он получил под своё командование VI Железный легион, находившийся в Палестине, который возглавлял незадолго до начала Парфянской войны. Затем Аквилин был переведен во II Вспомогательный легион, вероятно, в 162 году. Он был награждён за отличие, проявленное во время войны с парфянами. Одна надпись, сохранившаяся фрагментарно, указывает на то, что служил в Армении и Иберии. Около 164 года Аквилин был назначен наместником Аравии Петрейской. Надпись из Бостры называет его консулом-десигнатом, в то время как другая надпись из Герасы указывает, что он стал консулом. В связи с этим Энтони Бирли предполагает, что Аквилин занимал должность консула-суффекта когда находился в вверенной ему провинции. Его следующее назначение было в Риме, где он находился на посту куратора общественных зданий и работ. В рассматриваемый период времени Аквилин вошёл в состав жреческой коллегии фециалов.
После начала германского похода Марка Аврелия и Луция Вера в 168 году Аквилину были предоставлены чрезвычайные полномочия и командование над недавно созданными II и III Италийским легионом. В его обязанности входила оборона перевалов в Юлийских Альпах от вторжения германских племен. Когда противник сумел проникнуть в Юлийские Альпы и попытался захватить Аквилею в 170 году, по мнению Э. Бирли, к тому времени Антистий Адвент был переведен на должность наместника провинции Нижняя Германия — последний пост, упомянутой в надписи из Тибилиса. Однако вполне возможно, что он успел принять участие в обороне Аквилеи. Хвалебная надпись из Рима говорит о том, что он получил специальные награды за заслуги при обороне Альп, в том числе статую, установленную по указу сената, вероятно, в его доме в Риме, на Оппийском холме. Нижней Германией Аквилин управлял между 169 и 170 годом.
Другая надпись из Ланчестера у стены Адриана свидетельствует, что Антистий Адвент был наместником Британии. Энтони Бирли считает, что его пребывание там «весьма условно» можно отнести к периоду 172—175 или 173—176 годов. В это время 5,5 тысяч сарматских кавалеристов были переброшены в Британию, так что одной из задач Аквилина в провинции было предоставление земель новым подразделениям. О его деятельности после того как он был наместником Британии ничего неизвестно, хотя возможно Антистий Адвент идентичен Адвенту, которому Гай Юлий Солин посвятил свой труд «Собрание достойных упоминания вещей».
Аквилин был женат на Новии Криспине, которая, возможно, была дочерью легата III Августова легиона Луция Новия Криспина. Он, кажется, способствовал продвижению Аквилина по карьерной лестнице. Предположительно, его сыном был консул 181 года Луций Антистий Бурр, зять императора Марка Аврелия.